# Розенблит, Роман Александрович

Звезда на Алее звёзд в Ростове-на-Дону

Роман Александрович (Ромуальд Исаакович) Розенблит (1934—2012) — советский и российский редактор, сценарист и режиссёр-документалист; Заслуженный работник культуры Российской Федерации. Академик академии «Ника», член Союза журналистов России.

## Биография
Родился 30 октября 1934 года в деревне Струньково (ныне — в черте города Гайворон), в еврейской семье.
Отец работал в паровозном депо, жили в городе Гайворон, откуда переехали в Ленинград. В 1941 году пошёл в первый класс школы. После окончания 8-го класса поступил в училище культуры, по окончании которого получил направление в Московский библиотечный институт (ныне Московский государственный институт культуры). Окончил его в 1959 году. Был участником VI Всемирного фестиваля молодёжи и студентов, стал членом КПСС.
C 1959 года и до конца жизни работал в Ростове-на-Дону. Был корреспондентом ростовской газеты «Комсомолец» (1959—1968), затем, с 1968 года — редактором, главным редактором и режиссёром Ростовской студии документальных фильмов. Автор 48 документальных лент.
Занимал пост секретаря правления Донского союза кинематографистов, был дипломантом фестивалей документального кино в Киеве, Вильнюсе, Минске, Ростове-на-Дону. Также некоторое время был членом жюри фестиваля телевещателей Дона «Лазоревый цвет». Блокадник, был награждён медалью «За оборону Ленинграда».
Умер 27 мая 2012 года в Ростове-на-Дону, где и был похоронен.

## Память
- Осенью 2016 года в Ростове-на-Дону на «Аллее звёзд» ему была заложена именная «Звезда»[5].